# Rose McGowan
Rose McGowan (født. 5. september 1973 i Firenze, Italien) er en amerikansk skuespiller, som fik sit gennembrud med sin rolle som Courtney Shayne i filmen Jawbreaker. Rose blev endnu mere kendt, da hun kom med i Heksene fra Warren Manor. Rose bor i dag i Los Angeles. Hun spillede high school elev Tatum Riley i slasher-filmen Scream.